# 平井光三郎
平井 光三郎（ひらい みつさぶろう、1885年7月21日 - 1978年3月29日）は、日本の政治家。衆議院議員（1期）。

## 経歴
滋賀県出身。1900年、京都明進館卒。東亜同文書院、善隣書院で中国語を研究する。日露戦争で陸軍軍属として従軍し、東亜経済調査委員となる。第一次世界大戦で通訳として従軍した。その後、経済雑誌記者となり、経済之日本、近江新報各社長、東京株式取引所員となった。
1924年の第15回衆議院議員総選挙において滋賀2区から立候補して当選した。1928年の第16回衆議院議員総選挙において滋賀県全県区から立候補したが落選した。1978年死去。